# Kampfgeschwader 355
Das Kampfgeschwader 355 war ein Verband der Luftwaffe der Wehrmacht vor dem Zweiten Weltkrieg. Als Kampfgeschwader, ausgestattet mit Bombern, zuletzt vom Typ Heinkel He 111H bildete es Bomberbesatzungen aus für Luftangriffe mit Bomben. Es wurde am 1. Mai 1939 in Kampfgeschwader 53 „Legion Condor“ umbenannt.

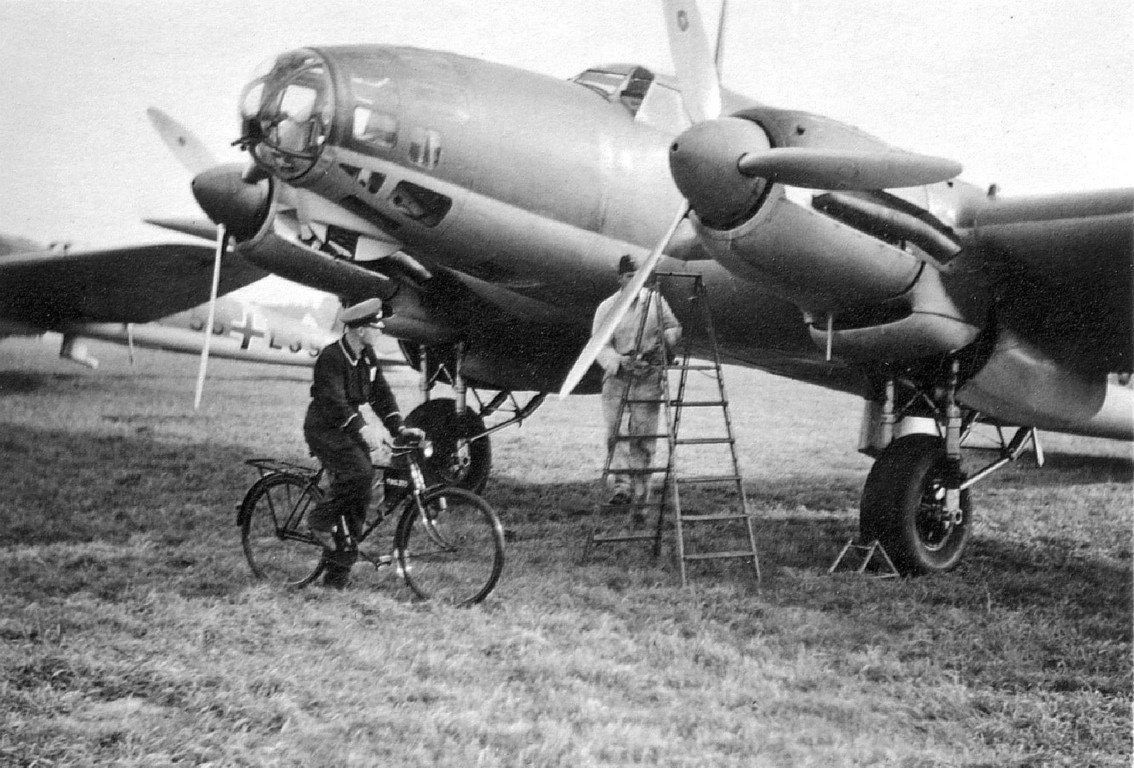
Heinkel He 111E-1 der 9. Staffel/Kampfgeschwader 355 auf dem Fliegerhorst Giebelstadt im Herbst 1938

## Aufstellung
Der Geschwaderstab und die I. Gruppe entstanden im Rahmen der Aufrüstung der Luftwaffe am 1. April 1937 auf dem Fliegerhorst Gablingen. (Lage) Die II. und die III. Gruppe wurden am 1. April 1937 in Ingolstadt und Illesheim (Lage) aufgestellt. 
Am 1. November 1938 lag das Geschwader mit Stab und I. Gruppe in Ansbach, II. Gruppe in Schwäbisch Hall (Lage) und III. Gruppe in Giebelstadt.
Am 1. Mai 1939 erhielt das Geschwader nach dem neuen Benennungsschema der Luftwaffe die Bezeichnung Kampfgeschwader 53 „Legion Condor“. Das Geschwader war mit der Heinkel He 111 ausgestattet.

## Gliederung
Der Geschwaderstab führte die I. bis III. Gruppe die wiederum in Staffeln unterteilt waren. Die 1. bis 3. Staffel gehörte der I. Gruppe, die 4. bis 6. Staffel der II. Gruppe und die 7. bis 9. Staffel der III. Gruppe an.

## Geschichte
Der Geschwaderstab und die I. Gruppe nahmen vom Fliegerhorst Ansbach (Lage) und die III. Gruppe von Giebelstadt (Lage) aus, an der Besetzung des Sudetenlandes und der Zerschlagung der Tschechoslowakei teil.

## Kommandeure

### Geschwaderkommodore
| Dienstgrad | Name         | Zeit                          |
| ---------- | ------------ | ----------------------------- |
| Oberst     | Philipp Zoch | 1. April 1937 bis 1. Mai 1939 |

### Gruppenkommandeure
I. Gruppe
- Oberstleutnant Gustav Holzhauser, 1937[7]
- Oberstleutnant Karl Mehnert, 1938 bis 1. Mai 1939[8]

II. Gruppe
- Oberstleutnant Erich Stahl, 1. April 1937 bis 1. Juli 1938[9]
- Oberstleutnant Wilhelm Kohlbach, 1. Juli 1938 bis 1. Mai 1939[10]

III. Gruppe
- Oberstleutnant Hans Behrendt, 1. April 1937 bis 1. Februar 1939[11]
- Major Friedrich Edler von Braun, 1. Februar 1939 bis 1. Mai 1939[12]

## Bekannte Geschwaderangehörige
- Karl Wolfien (1906–1968), war von 1960 bis 1963, als Brigadegeneral der Luftwaffe der Bundeswehr, Leiter des Materialamtes der Luftwaffe